# Nantclwyd y Dre
Nantclwyd y Dre (tidligere kendt som Tŷ Nantclwyd) er et hus og listed building af første grad i Ruthin, Denbighshire. Det blev opført i 1435, og det er Wales' ældste daterede bindingsværks byhus. Det er ejet af countiet og er åbent for offentligheden som historisk husmuseum.
Kulstof 14-datering af tømmeret i huset har vist, at skelettet til bygningen blev startet i 1435/1436. Dette daterer bygningen til prins Owain Glyndŵrs hærgen, og den engelsk-betalte genopbygning af de walisiske byer, der var blevet ramt.